# 伊藤あい
伊藤 あい（いとう あい、1981年10月28日 - ）は、日本のグラビアアイドル、歌手、タレント、女優。所属事務所は2003年ロッソから2007年にサンズエンタテインメントからソリッドサンズエンタテインメント（SSE）に転籍したが、現在は退所している。
芸能人女子フットサルチーム「carezza」の元メンバーで、チームメートだった滝ありさと「ニュウ2」というお笑いコンビを組まされ、ライブに頻繁に出演していた。星座はさそり座。趣味は、ダーツ、映画鑑賞、ネイルアート。特技はマッサージ。長所は明るく元気なところ、短所は人見知りがあるところ。

## 出演

### テレビドラマ
- 火曜サスペンス劇場　六月の花嫁「偽りのドレス」（2004年、日本テレビ） - 看護師 役
- 水戸黄門 第34部 第2話「頑固な母がついた嘘・磐城」（2005年1月17日、TBS / C.A.L） - お奈美 役
- 夜王〜YAOH〜（2006年、TBS系）最終話
- 弁護士のくず（2006年、TBS系）- キャバクラ嬢・ナナ 役

### 映画
- 美少女探偵団〜飛鳥からの風〜（2003年5月17日よりアウラ・スクリーニングルームなどで上映、エンゲル）
共演：榊安奈、大城美和、古賀美智子、大蔵淳子、吉川綾乃、あだち理絵子、すほうれいこ

### TVバラエティ
- うごく!アイドルお宝名鑑（2005年、BSフジ）
- エンタdeパンチ!（エンタ!371）

など

### ラジオ
- KBCラジオ・チャリティー・ミュージックソン（2003年12月24-25日、KBCラジオ）
- おしゃべりやってまーす（2004年、K'z Station）
- サンズRainbow Kiss （Kiss-FM KOBE）

### 舞台
- ピヴォ☆ガール（2005年 - 2006年）フットサルがテーマの作品。

## 作品

### DVD
- テレ朝エンジェルアイ 2003 初めての…AI体験（2003年7月9日、エイベックス）
- 美少女探偵団〜飛鳥からの風〜（2003年7月25日、エンゲル）
- DVDマガジン First Impression Vol.2（2004年4月23日、ジーダス）
共演：MEGUMI、宮田はるな、西崎彩
- Me&Myself（2005年6月24日、竹書房）
- YEAH!YEAH!YEAH!（2005年7月25日）
共演：滝ありさ、大網亜矢乃、まこと
- sexualeyes（2005年8月25日）
- キューティーエンジェル（2005年10月21日、ジェネオン・エンタテインメント）
- Ai Pod!アイ・ポット〜伊藤あい〜（2005年12月22日、OMATA）

## 書籍

### 写真集
- ito ai（2003年3月、ワニブックス、撮影：高橋宏幸）ISBN 978-4847027512
- いっぱいラブ（2003年8月、ワニマガジン社、撮影：斉木弘吉）ISBN 978-4898298879・・・共演：矢吹春奈、根本はるみ、桜木睦子
- ai-mode（2004年7月30日、アクアハウス、撮影：山岸伸）ISBN 978-4860460884